# إليس شورت
إليس شورت (بالإنجليزية: Ellis Short)‏ هو شخصية أعمال أمريكي، ولد في 6 أكتوبر 1960 في إنديبندنس في الولايات المتحدة.